# القوات العسكرية في ساموا
لا يوجد لدى ساموا قوات دفاعية عسكرية رسمية أو قوات مسلحة نظامية. ولديها علاقات دفاعية غير رسمية مع نيوزيلندا، والتي يتعين عليها النظر في أي طلب للمساعدة من ساموا بموجب معاهدة الصداقة الثنائية لعام 1962. عام 2022 كان هناك حوالي 900-1100 ضابط شرطة في ساموا، وبعد ثلاث سنوات سيكون لدى ساموا قريبًا قوة مكونة من 1000 ضابط شرطة نشط يخدمون البلاد بالإضافة إلى 3 سفن دورية جديدة.

## الافراد والعتاد

### الشرطة
ضباط قوة الشرطة الوطنية، خدمة شرطة ساموا ، غير مسلحين بشكل منتظم، ولكن يجوز لهم حمل السلاح في ظروف استثنائية بموافقة وزارية.

### العتاد
وتشير تقديرات عام 2003 إلى أن مخازن الأسلحة الحكومية تحتوي على نحو 142 قطعة سلاح صغيرة؛ كما تحتوي أيضاً على ثلاثة مدافع عيار ثلاثة أرطال. بحلول عام 2022، من المتوقع أن تحتوي مخازن الأسلحة على حوالي 650-700 بندقية ومسدس وبندقية صيد بما في ذلك المعدات العسكرية بالإضافة إلى ستة مدافع مدفعية عيار 3 أرطال ومدفعين آليين عيار 30 ملم؛ وسيتم قريبًا طلب مدفع آلي ثالث عيار 30 ملم لقارب دورية جديد بحلول عام 2023.

### القوات البحرية
وأعلنت قوات الشرطة البحرية الساموية أيضًا أنه سيتم بناء ثلاثة زوارق دورية جديدة قريبًا والتي ستكون قادرة على حمل مدفع رشاش واحد عيار 30 ملم ورشاشين ثقيلين لكل منها. وفي عام 2019، حصلت ساموا على زورق دورية غير مسلح، Nafanua II من أستراليا. في يونيو 2022، أعلنت وزيرة الخارجية الأسترالية بيني وونغ مع رئيسة وزراء ساموا فيامي نعومي ماتافا أنه سيتم استبدال السفينة على نفقة أستراليا بعد جنوح نافانوا 2 على الشعاب المرجانية في أغسطس 2021.